# Evel Knievel (игра)
Evel Knievel — компьютерная игра в жанре гонок, разработанная Tarantula Studios и изданная 22 ноября 1999 компанией Rockstar Games для портативной игровой системы Game Boy Color.

## Игровой процесс
Evel Knievel — игра в жанре гоночного симулятора, в которой предстоит выступать на всемирной сцене, показывая различные трюки. Игроку предстоит взять на себя роль трюкача Ивела Книвела и показать на что он способен. Игра состоит из 25 уровней.

## Оценки
| Иноязычные издания | Иноязычные издания |
| Издание            | Оценка             |
| ------------------ | ------------------ |
| CVG                | 2 из 5             |
| GameSpot           | 6,9 из 10          |
| IGN                | 2 из 10            |
| GamingAge          | D                  |

Крейг Харрис из IGN выразил крайне негативное мнение о игре для Game Boy, утверждая, что она одновременно удивляет и отталкивает своей неиграбельностью и ужасным исполнением, хотя и отметил, что игра обладает впечатляющей графикой. Патрик Клепек из GamingAge отметил, что хотя игра может похвастаться графикой, её игровой процесс оставляет желать лучшего. Он предложил заинтересованным игрокам сначала взять игру напрокат в местном магазине Blockbuster, прежде чем принимать решение о покупке, и шутливо посоветовал обратиться к экзорцисту, если кто-то всё ещё рассматривает возможность покупки после пробной игры. Мигель Лопез из GameSpot сравнил игру с Excitebike, подчеркнув её требование к точности управления и сложности выполнения трюков, и отметил высокий порог вхождения и сложность обучения. При этом он также назвал игру больше забавной, чем серьёзной. Обозреватель Computer and Video Games писал, что главной проблемой игры Evel Knievel является неудобное управление, из-за которого сложно избежать падений. Вопреки этим недостаткам, обозреватель посчитал что игра обладает потенциалом благодаря захватывающим прыжкам, хотя в целом игровой процесс может показаться не слишком веселым.